# Noel Kempff Mercado nationalpark
Noel Kempff Mercado nationalpark er med en areal på 1 523 000 hektar, en af de største nationalparker i Amazonas. Den ligger i den nordøstlige del af departementet Santa Cruz i Bolivia på grænsen til Brasilien.
Nationalparken blev grundlagt i 1979 under navnet Huanchaca nationalpark. Sit nuværende navn fik den i 1988 hvor den også blev udvidet. Parken blev yderligere udvidet i 1996. I år 2000 kom parken på UNESCOs verdensarvsliste.

## se også
- Bolivias nationalparker

## Eksterne links
- Wikimedia Commons har flere filer relateret til Noel Kempff Mercado nationalpark
- UNESCO World Heritage Centre – Noel Kempff Mercado National Park

14°13′49″S 60°50′48″V / 14.2303°S 60.8467°V